# Білий крячок
Білий крячок (Gygis) — рід тропічних морських птахів родини крячкових (Sternidae). Мають цілком біле оперення.
Рід включає на два види:
- Крячок білий (G. alba)
- G. microrhyncha